# Ароматичне биљке
Ароматичне биљке су биљке које садрже етарско уље, смешу миришљавих, лако испарљивих једињења, од којих преовлађују терпени. Етарско уље у биљкама настаје и сакупља се у посебним секреторним структурама које могу бити на површини (секреторне трихоме) или у унутрашњости (секреторне ћелије, шупљине и канали) биљака. Постоји више хиљада врста ароматичних биљака, које припадају породицама Pinaceae, Rutaceae, Apiaceae, Lamiaceae, Asteraceae и другим.
Биљке са етарским уљима користе се као зачини, у медицини, прехрамбеној и козметичкој индустрији.

## Одабране ароматичне биљке Србије
Јела
Смрча
Оморика
Клека
Хмељ
Дивља ружа
Јасенак
Анис
Морач
Селен
Пашканат
Мирођија
Добричица
Жалфија
Мускатна жалфија
Матичњак
Вранилова трава
Мајчина душица
Тимијан
Барска нана
Коњски босиљак
Питома нана
Босиљак
Смиље
Пелен
Сремуш
Иђирот